# Pensando a te
Pensando a te è un film del 1969 diretto da Aldo Grimaldi.
Il film è un musicarello con protagonisti Romina Power e Al Bano, seguito di Il ragazzo che sorride, uscito nello stesso anno; rispetto a quest'ultimo l'unica variazione di rilievo nel cast è l'ingresso di Romina Power in sostituzione di Susanna Martinková nel ruolo di Livia.
Nel film compare con un ruolo marginale anche Paolo Villaggio, quasi agli esordi cinematografici.

## Trama
Carlo è un cantante di successo, sposato con Livia; i due hanno un figlio, chiamato Maurizio. Quando a Carlo si presenta l'occasione, decide di accettare una tournée negli USA ma, poco prima della partenza, sia Carlo che il suo agente Puglisi hanno una relazione passeggera con due donne. Appena Livia scopre l'accaduto se ne va di casa portando con sé il figlioletto; Carlo capisce quindi di aver sbagliato e per amore di Maurizio, oltre che per riconquistare la moglie, decide di restare in Italia.